# Stanisław Adam Ślipiński
Stanisław Adam Ślipiński (né le 13 novembre 1956 à Żurawica) est un entomologiste polonais spécialisé dans la coléoptérologie.

## Biographie
Il reçoit son diplôme d'ingénieur en 1980 à l'Université des sciences de la vie de Varsovie. Il obtient son doctorat en 1982 à l'Institut de la systématique et de l'évolution de l'Académie polonaise des sciences à Cracovie. Il était directeur du musée et de l'institut de zoologie de l'Académie polonaise des sciences, où en 2000 il se voit obtenir le titre de professeur. Il travaillait également à l'institut de biotechnologie et de la protection de l'environnement de l'université de Zielona Góra. Dans les années 1995 - 2002 il est membre de la commission de zoologie de l'Académie polonaise des sciences. Il travaille pour Commonwealth Scientific and Industrial Research Organisation en Australie. 
Il est l'auteur de plus de 80 publications scientifiques qui traitent pour la plupart de la systématique et l'évolution des coléoptères du monde entier des superfamilles tenebrionoidea, cleroidea, cucujoidea, cerylonidae, bostrichidae. Il a décrit des nouveaux taxons: des sous-familles, des genres et des espèces.
Les espèces suivantes ont été nommées en son honneur : Baconia slipinskii, Catogenus slipinskii, Colydium slipinskii, Diodesma slipinskii, Diomus slipinskii, Eniclasses slipinskii, Hong slipinskii, Hylis slipinskii, Lema slipinskii, Nosodendron slipinskii, Rhyzobius slipinskii, Trichodryas slipinskii.